# Piazza Santi Apostoli

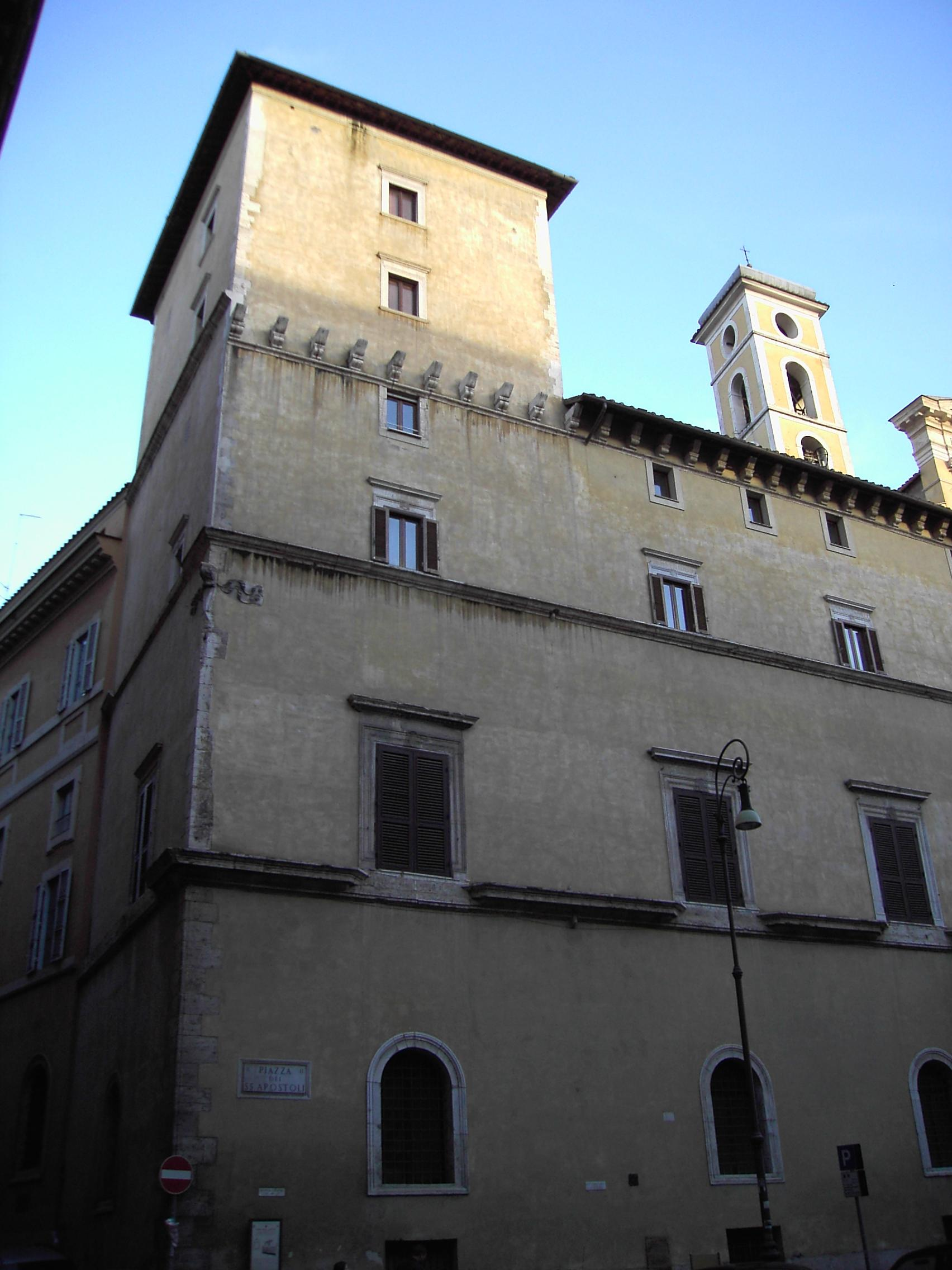
La torre del palazzo Colonna in piazza Santi Apostoli

Piazza Santi Apostoli è una celebre piazza di Roma, situata nel rione Trevi, nelle vicinanze di piazza Venezia e via Nazionale.

## Storia
La piazza prende il nome dall'omonima basilica dei Santi Apostoli. In tempi recenti la piazza è divenuta nota per le manifestazioni e i ritrovi dei manifestanti del Partito Democratico e dell'Unione Monarchica Italiana.
Sulla piazza si affacciano, oltre alla basilica, diversi edifici. Tra gli altri: Palazzo Odescalchi, Palazzo Colonna e Palazzo Guglielmi Gori, Palazzo Riario Della Rovere.